# 維紹河
49°52′48.62″N 12°14′52.84″E / 49.8801722°N 12.2480111°E
維紹河是德國的河流，位於該國東南部，由巴伐利亞負責管轄，屬於瓦爾德納布河的右支流，河道全長12.7公里，發源自富克斯米爾西北面。